# Карпунцов, Валерий Витальевич
Валерий Витальевич Карпунцов (укр. Валерій Віталійович Карпунцов; род. 15 июня 1978, Нежин, Черниговская область) — украинский юрист и политик. Народный депутат Украины, заслуженный юрист Украины, доктор юридических наук. Старший помощник Генерального прокурора Украины по особым поручениям.

## Образование
В 1995 году успешно окончил лицей при Нежинском государственном педагогическом институте им. Н. В. Гоголя и вне конкурса был зачислен студентом 1 курса физико-математического факультета.
В 1996 году по собственному желанию бросил учёбу в НГПИ и вступил на первый курс юридического факультета Киевского национального университета имени Тараса Шевченко.
В 2001 году окончил магистратуру КНУ им. Т. Г. Шевченко, получил полное высшее образование и диплом магистра права с отличием. В этому же году был прикреплён к кафедре конституционного и административного права соискателем на получение степени кандидата наук.
Во время обучения возглавлял Киевскую местную студенческую ячейку Ассоциации юристов в сфере финансового и банковского права.
Проходил Программу стажировки в Верховной Раде Украины по программе «Помощник Главы Комитета ВРУ» в 1999—2000 годах.

## Карьера
В политику попал благодаря нардепу, первому заместителю главы Комитета Верховной Рады Украины по иностранным делам Александру Сытнику. Два года (1999—2001) работал его помощником.
С августа 2001 по декабрь 2002 — начальник отдела по связям с органами правосудия ООО «Европейская юридическая группа».
С декабря 2002 по апрель 2005 — консультант отдела связей с органами правосудия Аппарата Верховной Рады Украины.
С апреля по декабрь 2005 — советник, руководитель группы советников вице-премьер-министра Украины. Как отмечают украинские СМИ, «Карпунцов принадлежит ещё к ющенковской команде нашеукраинцев — именно с именем Ющенко на устах этот молодой человек пришёл в политику».
С сентября 2006 по февраль 2007 — помощник-консультант народного депутата Украины.
С февраля по август 2007 — руководитель Юридического департамента Народного Союза «Наша Украина». С февраля 2007 по август 2007 Карпунцов руководил юридическим департаментом Народного Союза «Наша Украина».
С декабря 2007 по февраль 2009 — генеральный директор юридической группы «КОЛЕГИУМ».
В 2008 году благодаря Дмитрию Андриевскому познакомился с Владимиром Кличко. В мае 2008 года избран депутатом Киевского городского совета VI созыва, член депутатской фракции Блока Виталия Кличко, а с февраля 2011 — фракции партии «УДАР». Член постоянной комиссии по вопросам правопорядка, регламента и депутатской этики.
Февраль 2009 — июль 2010 — заместитель генерального директора Национального агентства Украины по иностранным инвестициям и развитию.
Сентябрь 2010 — декабрь 2010 — первый заместитель главы Государственного агентства Украины по управлению национальными проектами.
В январе 2010 года Президент Виктор Ющенко внёс на рассмотрение Верховной Рады кандидатуру Валерия Карпунцова на пост члена Центральной избирательной комиссии (ЦИК). За назначение Валерия Карпунцова членом ЦИК проголосовали только 152 народных депутата при необходимых 226.
Декабрь 2010 — декабрь 2011 — Глава комиссии по проведению реорганизации, первый заместитель главы Государственного агентства Украины по управлению национальными проектами.
В связи с тем, что партия «УДАР Виталия Кличко» задекларировала свою оппозиционность, по собственному желанию написал заявление об отставки с поста первого заместителя Главы Государственного агентства Украины по управлению национальными проектами, принимая во внимание несовместимость занимаемой должности с политической деятельностью. Соответствующий указ Президент Украины подписал 26 декабря 2011 года.
Август 2012 — избран представителем партии «УДАР» в ЦИК.
На следующих выборах народных депутатов Украины 28 октября 2012 года был избран народным депутатом Украины 7-го созыва от партии «УДАР» (№ 13 в избирательном списке). В декабре 2012 года первый заместитель главы Комитета по вопросам Регламента, депутатской этики и обеспечения деятельности Верховной Рады Украины. Заместитель главы центрального исполкома партии УДАР по юридическим вопросам.
В апреле 2016 года стал народным депутатом Украины VIII созыва. 25 декабря 2018 года включён в санкционный список России.

## Доходы
После окончания университета Валерий Карпунцов два года (2001—2002 и декабрь 2007-февраль 2009) работал в коммерческих структурах. С начала 2009 года работает исключительно в политической сфере и на госслужбе.
В декларации за 2012 год задекларировал 8,032 миллиона гривен доходов. При этом зарплата Карпунцова составила 32,8 тыс. гривен, в то время как другие виды дохода — 8 миллионов гривен. Карпунцов занял второе место в рейтинге «Восемь миллионеров фракции Кличко», который составили журналисты Forbes.Україна. В комментарии журналистам Карпунцов заявил, что 8 млн гривен в его декларации — это заём, полученные на цели, которые являются коммерческой тайной.
Согласно декларации за 2013 год общая сумма совокупного дохода Карпунцова за год составила 221 984 грн. Из них заработная плата — 191 984 грн., страховые выплаты, возмещения — 30 000 грн. Материальная помощь, полученная в размере 35 582 грн., направлена на благотворительность в полном объёме.
В.Карпунцов задекларировал земельные участки площадью 2000 и 480 кв. м. В декларации также указано, что В.Карпунцов имеет собственный автопарк. На него и его близких зарегистрированы: Honda CRV (2007 года выпуска), Mazda CX-9 (2008 года выпуска) и Audi Q7 (2012 года выпуска).
Жизнь Карпунцова застрахована на 636 тыс. 93 гривны. Жизнь членов его семьи (жена и две маленькие дочки) — на 24 836 гривен. На содержание имущества Карпунцова и его семьи, согласно декларации, за годы было потрачено 55 тыс. гривен.
Размер вкладов Карпунцова в уставной капитал общества, предприятия в 2013 году составил 79 900 грн. Вместе с тем, В.Карпунцов не имеет собственного бизнеса, поскольку является госслужащим.
Коллекционирует старинные печати учреждений. Коллекция ценных экземпляров старины составляет уже более 700 экземпляров. Среди них печать «Генеральная комиссия по содержанию и размещению военных и правительственных учреждений Украины УНР», печать дворянина в серебряной оправе.

## Скандалы и обвинения

### Коррупция в государственном агентстве Укрнацпроектов
Реформа органов исполнительной власти в 2011 году предусматривала подчинение Укрнацпроекта Государственному агентству по инвестициям и управлению национальными проектами. Карпунцов был назначен главой комиссии по реорганизации ведомства. Как стало известно журналистам из источников в правоохранительных органах, в ходе ликвидации Укрнацпроекта Карпунцов назначал сотрудникам завышенные премии и закупал товары и услуги по завышенным ценам.
Кроме затрат на содержание ведомства (почти 5 млн гривен), в распоряжении Карпунцова как главы комиссии по реорганизации и фактического руководителя «инвестиционного агентства» оказалось ещё почти 227 миллионов гривен. Как утверждают журналистские расследования, эти средства были разворованы. Так, у государства было украдено 110 млн гривен, предназначенных для создания перинатальных центров в пяти областях, 100 млн гривен, предназначенных на разработку ТЭО для нацпроектов и 17,3 млн гривен, предназначенных на «формирование позитивного инвестиционного имиджа государства». В июне 2013 года правоохранители пытались привлечь депутата от УДАРа к суду за присвоение, растрату и завладение государственными средствами путём злоупотребления служебным положением (ч.2 ст.191 КК Украины). Но осенью 2013 года на Украине начался Евромайдан и дело Карпунцова не получило продолжения.

### Неоплаченные услуги юристов Автомайдана
В январе 2014 года Карпунцов распространил заявление фракции политической партии УДАР, согласно с которой он и его политическая сила приглашают на работу профессиональных адвокатов и юристов на случай задержания участников Автомайдана. За работу адвокатов Карпунцов пообещал платить 300 долларов США в час. Как сообщают СМИ со ссылкой на социальные сети, в результате юристы не получили обещанной награды:
«Как водится в оппозиции, когда пришло время платить, выдающийся юрист Украины Карпунцов забыл, что обещал адвокатам высокие заработки, и ничего не дал. В результате, адвокаты, которые пытались своим трудом заработать пару лишних копеек, как выяснилось, поработали за идею. А предъявить депутату Карпунцову они ничего не смогли: никаких договоров и контрактов ударовец с нами не подписывал. Одним словом, поверив честному слову Карпунцова, доверчивые юристы потеряли, деньги, время и здоровье». 

### Подпадание под закон о люстрации
Как отмечают украинские СМИ, Валерий Карпунцов, как гражданин Украины, который занимал руководящие должности в госорганах Украины в период президентства Януковича, не имел права занимать должность старшего помощника Генпрокурора Украины Виталия Яремы.
Сам Карпунцов в одном из своих интервью заявил, что «работал не на Януковича, а на страну». При этом Карпунцов выступает одним из спикеров Генпрокуратуры в вопросах люстрации. Так, в эфире «Шустер-live» он заявил, что прокуратура выполняет люстрационный закон «Об очищении власти» согласно с утверждённым Кабмином графиком и всего из органов прокуратуры будет уволено более 1000 человек.

### Конфликт с журналистами УНН
В январе 2015 года между Валерием Карпунцовым и изданием Украинские Национальные Новости (unn.com.ua) возник конфликт. После публикации материала УНН «Жизнь помощника Генпрокурора В.Карпунцова стоит дороже, чем самого В.Яремы», на странице Валерия Карпунцова в Facebook появился его комментарий, в котором он обвинил журналистов в коррупции и назвал «уродами». Он также прокомментировал тему его имущества, которое осветили редакция УНН. Карпунцов заверил, что из трёх авто, которые есть в автопарке его семьи, одно находится в пользовании жены, а другое — в пользовании родного брата. Он также опроверг наличие у него загородного дома, сказав, что в реальности строительство ещё не закончено и сейчас продолжается. Карпунцов также заявил, что квартира, в которой он проживает, является собственностью его жены. После заявления Карпунцова УНН распространили свою официальную позицию по инциденту:
«Коллектив УНН считает подобные заявления давлением на редакцию, а также отмечает, что под публикацией о доходах В.Карпунцова не было размещено ни одной иллюстрации, кроме, собственно, самой декларации, которая была взята из официального сайта ГПУ. Кроме того, как свидетельствует сообщение помощника Генпрокурора в Facebook, В.Карпунцов не только не опроверг информацию, которая была приведена в декларации, а наоборот подтвердил факты о наличии в собственности семьи трёх автомобилей, а также того, что его жизнь застрахована на 636 тыс. 93 гривны. УНН оставляет за собой право обращаться в суд, к Президенту Украины и в Комитет по вопросам свободы слова и информации с просьбой защитить журналистский коллектив от нападок людей в прокурорских погонах.» 
Песле инцидента ситуацию прокомментировал заместитель Генерального прокурора Украины Алексей Баганець. Он отметил, что подобная реакция Карпунцова непозволительна, так как человек, занимающий высокую должность, должен придерживаться этикета общения. Также заместитель Генпрокурора А.Баганець отметил, что никогда не позволил бы себе подобные высказывания в адрес журналистов.

### Алкогольная зависимость
В январе 2015 года, сразу после новогодних праздников, ряд украинских СМИ сообщил, что старший помощник Генпрокурора по особенным поручениям Валерий Карпунцов был доставлен в одну из столичных больниц в состоянии сильного алкогольного опьянения. Эту информацию журналистам сообщила ведущий врач городской наркологической больницы Киева Татьяна Рябошапко.
«Например, недавно был такой случай — к нам доставили пациента в состоянии ну очень алкогольного опьянения. Причём доставили не с улицы, а из суперэлитного киевского ресторана. Как рассказали врачи из скорой, одна компания после бурной вечеринки разгромила банкетный зал, а этого „клиента“ забыли друзья, и персонал потом обнаружил спящим в туалете. Признаков сознания он не подавал, вызвали скорую и к нам». При доставке в медицинское учреждение этот гражданин пришёл в себя, начал в нецензурных выражениях оскорблять сотрудников, кричал, что он из прокуратуры и «всех здесь посадит». Затем достал пистолет, начал им размахивать и требовал… поставить ему песню «Валера». Если мы не подчинимся, то он, мол, Валерий Карпунцов, скоро станет заместителем генпрокурора, а потом и самим генпрокурором, и всем нам будет несладко. После этого пациент пытался раздеваться догола, чем до полусмерти напугал наших сотрудниц — даже больше, чем оружием. Санитарам еле удалось вколоть ему успокоительное…" 

## Семья
Женат. Жена Ольга Ивановна (1979) — врач. Воспитывают двух дочек — Софию (2007) и Марианну (2012).

## Награды
- Заслуженный юрист Украины (октябрь 2007)[17]
- Почётная грамота Кабинета Министров Украины
- Выдающийся юрист Украины (звание присвоено Союзом юристов Украины, 2010 год)
- Почётная грамота Главного управления государственной службы Украины (2010 год)
- Награда УГО Украины «За содействие государственной охране» (2010 год)
- Награда МВД Украины «За содействие в охране общественного правопорядка» (2010 год)
- Ведомственные поощрительные награды ІІ, ІІІ ступеней «За заслуги» Киевского городского общественного объединения по охране общественного порядка и государственной границы (2010—2011)